# Leonard Rosenman
Leonard Rosenman (ur. 7 września 1924 w Nowym Jorku, zm. 4 marca 2008 w Woodland Hills w stanie Kalifornia) – amerykański kompozytor.

## Życiorys
Początkowo zajmował się malarstwem. Podczas II wojny światowej pełnił służbę w United States Army Air Forces na Pacyfiku. Muzyki uczył się u Arnolda Schönberga, a także u Rogera Sessionsa i Luigiego Dallapiccoli. Był autorem licznych ścieżek dźwiękowych, w tym do wielu produkcji z gatunku science fiction. Pisał również muzykę do seriali telewizyjnych, m.in. The Defenders i Marcus Welby, M.D. Dwukrotny laureat Oscara: za muzykę do filmów Barry Lyndon (1975) oraz By nie pełzać na kolanach (1976).
Oprócz muzyki filmowej skomponował m.in. Threnody on a Song of K. R. na orkiestrę (1971), Foci I na orkiestrę (1981, zrewid. 1983) oraz Chamber Music 5 na fortepian i 6 wykonawców (1979). Jako kompozytor posługiwał się awangardowymi środkami typowymi dla muzyki współczesnej, takimi jak atonalność i technika dwunastodźwiękowa.

## Wybrana filmografia
(na podstawie materiałów źródłowych)
- Na wschód od Edenu (1955)
- Buntownik bez powodu (1955)
- Pajęczyna (1955)
- Wzgórze Pork Chop (1959)
- The Outsider (1961)
- Raport Chapmana (1962)
- Piekło jest dla bohaterów (1962)
- Fantastyczna podróż (1966)
- Odliczanie (1968)
- W podziemiach Planety Małp (1970)
- Człowiek zwany Koniem (1970)
- Bitwa o Planetę Małp (1973)
- Barry Lyndon (1975)
- By nie pełzać na kolanach (1976)
- Władca Pierścieni (1978)
- Wróg ludu (1978)
- Star Trek IV: Powrót na Ziemię (1986)
- RoboCop 2 (1990)